# Keglevich család
A buzini Keglevich család egy Horvátországból származó család.

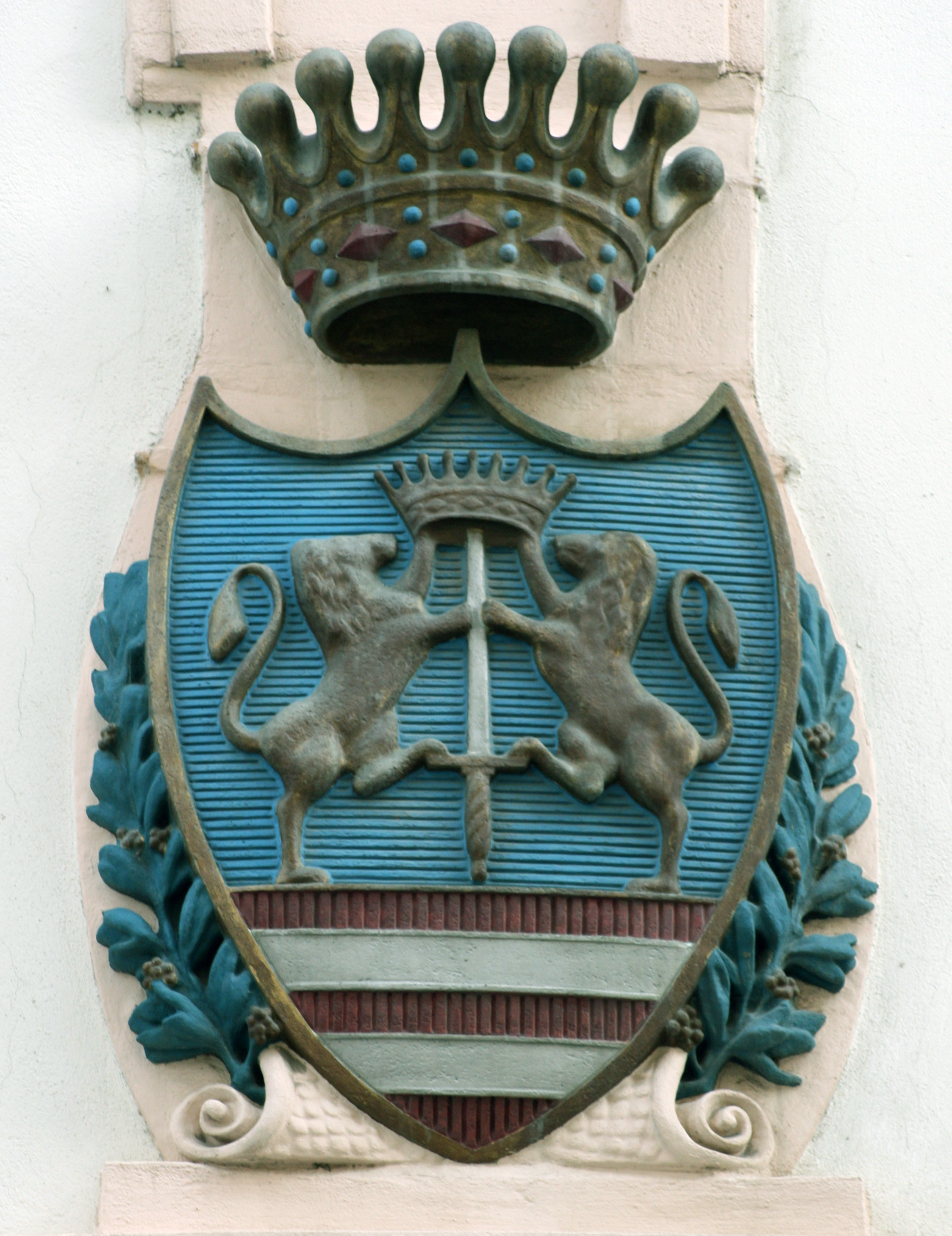

Az első ismert ős – 1300 körül – Péter, a buzini vár ura, innen ered az előnév. Péter fia Kegel volt, utódaik ezért nevezték magukat Kegel-fiaknak (Keglevich, Keglegics vagy Keglevics) Az 1600-as évek közepéig inkább horvátországi kötődéseik voltak. A magyar ág megalapítója II. Miklós ónodi kapitány. A család sok megyének adott főispánt, felsőházi tagot. II. Miklós leszármazottai közül többnek volt kötődése Szolnok megyéhez.

## Híres Keglevichek
- Keglevich Péter (?1485 – 1554/55) horvát bán
- Keglevich Ferenc topuszkói apát
- Keglevich Károly (1739-1804)
- Keglevich Gábor (1784 – 1854), buzini gróf, tárnokmester
- Keglevich János (1786-1856) főispán, országgyűlési képviselő
- Keglevich István (1840-1905) színházi és operaházi intendáns, politikus

## Kastélyaik

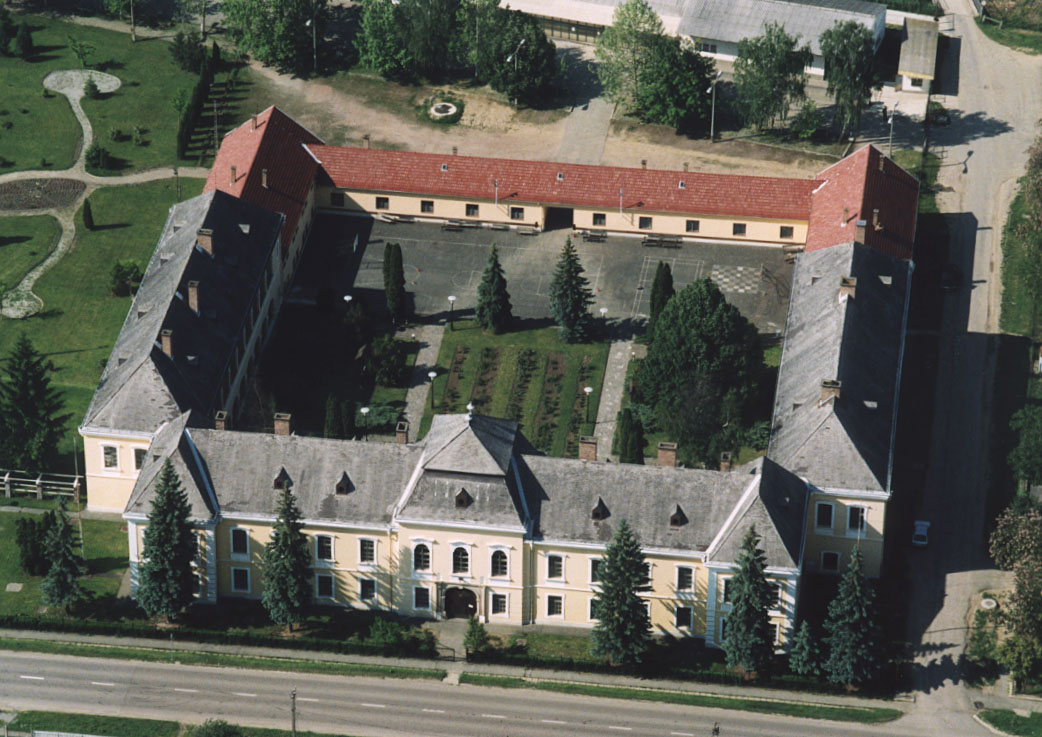
A pétervásárai Keglevich-kastély

- Keglevich-kastély (Pétervására)
- Keglevich-kastély (Csécse)
- Keglevich-kastély (Nagykáta)